# Steggoa peruana
Steggoa peruana är en ringmaskart som beskrevs av Hartmann-Schröder 1960. Steggoa peruana ingår i släktet Steggoa och familjen Phyllodocidae. Inga underarter finns listade i Catalogue of Life.